# Butebo (district)
Butebo is een district in het oosten van Oeganda. Hoofdstad van het district is de stad Butebo. Het district telde in 2008 naar schatting 120.000 inwoners op een oppervlakte van 237,9 km².
Het district werd opgericht in 2015 na afsplitsing van het district Pallisa. Het grenst aan de districten Ngora, Kumi, Bukedea, Mbale, Budaka en Pallisa. Het district is opgedeeld in 7 sub-county's, 31 gemeenten (parishes) en telt 234 dorpen. Meer dan 90% van de bevolking woont op het platteland.